# فیل چارد
فیل چارد (انگلیسی: Phil Chard؛ زادهٔ ۱۶ اکتبر ۱۹۶۰) بازیکن فوتبال اهل بریتانیا است.
از باشگاه‌هایی که در آن بازی کرده‌است می‌توان به باشگاه فوتبال ولورهمپتون واندررز، باشگاه فوتبال پیتربورو یونایتد، و باشگاه فوتبال نورث‌همپتون تاون اشاره کرد.